# Zezé Motta
Zezé Motta, all'anagrafe Maria José Motta de Oliveira (Campos dos Goytacazes, 27 giugno 1944), è un'attrice, cantante e doppiatrice brasiliana.
Esponente della cultura afrobrasiliana, ha preso parte a numerosi eventi musicali del suo paese. Talora è accreditata Zezé Mota.

## Biografia

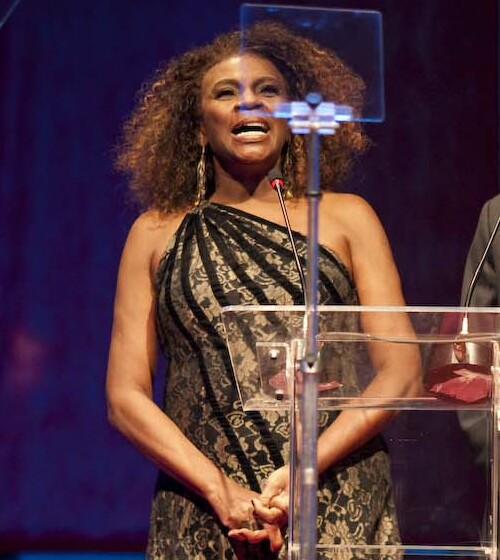
Zezé Motta nel 2010

Considerata una delle artiste dello spettacolo brasiliano più complete, ha debuttato nel 1967 come attrice teatrale, calcando quindi i palcoscenici dei teatri di Rio per qualche tempo; nel 1968 ha esordito nelle telenovela e due anni dopo al cinema; mentre nel 1971 ha mosso i primi passi nella musica, esibendosi nei locali notturni. Dopo un breve sodalizio musicale col collega Gerson Conrad, nel 1978 ha iniziato la sua carriera di cantante solista, giunta all'apice un anno più tardi col disco Negritude.
Nel 1980 è stata premiata al Taormina Film Fest per il ruolo svolto in Tudo Bem.
Nel 1984 ha cantato alla prestigiosa Carnegie Hall, insieme alla connazionale Beth Carvalho.
Nel 1987 ha formato con altri tre cantanti il super-gruppo misto Quarteto Negro ma a causa delle scarse vendite registrate dall'album eponimo i membri hanno poi ripreso strade separate.
Sul grande schermo Zezé Motta è stata lanciata internazionalmente nel 1977 dal film Xica, diretto da Carlos Diegues, dove ha dato volto alla protagonista omonima. Negli anni 90, quando Rede Manchete ha ripreso la trama per produrne una telenovela, intitolata Xica da Silva, la Motta è stata scelta per interpretare sia la madre di Xica sia l'eroina nella sua maturità. 
Tra le successive telenovela a cui ha partecipato, vanno menzionate La scelta di Francisca e Floribella.
A partire dagli anni 90 Zezé Motta al cinema è stata soprattutto un'ottima comprimaria, lavorando anche in Tieta do Brasil e Orfeu, altre due pellicole di Carlos Diegues. 
Nel 2000 ha ricevuto l'Ordem do Mérito Cultural. 
Ha prestato la sua voce a diversi personaggi in cartoni animati e film d'animazione, tra cui Ursula in La sirenetta.
Dal 2016 è nel cast della serie televisiva 3%.
Da sempre impegnata contro il razzismo, si batte anche per i diritti LGBT. È inoltre vicepresidente del Retiro dos Artistas.

## Vita privata
Zezé Motta è stata sposata cinque volte, con uomini estranei al mondo dello spettacolo. La sua vita è stata rattristata da tre aborti spontanei, tutti avvenuti inaspettatamente, senza che gli esami clinici avessero rilevato problemi ginecologici. L'artista, avendo infine deciso di evitare di rimanere nuovamente incinta, ha allevato sei bambini nati nelle favelas - cinque femmine e un maschio - senza adottarli legalmente, permettendo quindi loro di mantenere i contatti con le famiglie di origine.  Nel 1972 è stata brevemente compagna dell'attore e regista teatrale italiano Gianni Ratto. 

## Discografia
- Gerson Conrad & Zezé Motta (1975) LP/CD
- Zezé Motta (Prazer, Zezé) (1978) LP/CD
- Negritude (1979) LP/CD
- Dengo (1980) LP/CD
- O Nosso Amor / Três Travestis (1982)
- Frágil Força (1984) LP
- Quarteto Negro (con Paulo Moura, Djalma Correia e Jorge Degas, 1987) LP/CD
- La Femme Enchantée (1987) DVD
- A Chave dos Segredos (1995) CD
- Divina Saudade (2000) CD
- E-Collection Sucessos + Raridades (2001) 2 CDS
- Negra Melodia (2011) CD
- O Samba Mandou Me Chamar (2018) CD

## Filmografia

### Televisione
- 2017 - Escrava Mãe
- 2017 - O Outro Lado do Paraíso - Mãe Quilombo
- 2016 - 3% - Nair
- 2011 - Rebelde - Dalva Alves (Dadá)
- 2009/2010 - Cinquentinha - Janaína (Naná)
- 2007 - Luz do Sol - Odete Lustosa
- 2006 - Sinhá Moça - Virgínia (Bá)
- 2005 - Floribella - Titina
- 2004 - Metamorphoses - Prazeres da Anunciação
- 2002 - O Beijo do Vampiro - Nadir
- 2001 - Porto dos Milagres - Ricardina
- 2000 - Esplendor - Irene
- 2000 - Almeida Garrett - Rosa Lima
- 1999 - La scelta di Francisca - Conceição
- 1998 - Corpo Dourado - Liana
- 1996 - Xica da Silva - Maria da Silva
- 1995 - A Próxima Vítima - Fátima Noronha
- 1994 - Memorial de Maria Moura - Rubina
- 1992 - Você Decide
- 1990 - Mãe de Santo - Ialorixá
- 1989 - Kananga do Japão - Lulu Kelly
- 1989 - Pacto de Sangue - Maria
- 1987 - Helena - Malvina
- 1984 - Corpo a Corpo - Sônia Nascimento Rangel
- 1984 - Transas e Caretas - Dorinha
- 1978 - Ciranda, Cirandinha
- 1976 - Duas Vidas - Jandira
- 1974 - Supermanoela - Doralice
- 1972 - A Patota
- 1968 - Beto Rockfeller - Zezé

### Cinema
- 2012 - Gonzaga - De Pai pra Filho
- 2009 - Xuxa em O Mistério de Feiurinha - Jeruza
- 2007 - Deserto Feliz - Dona Vaga
- 2006 - A Ilha dos Escravos - Júlia
- 2006 - Kinshasa Palace
- 2006 - Cobrador: In God We Trust - Secretaría
- 2006 - O Amigo Invisível
- 2005 - Quanto Vale ou É por Quilo?
- 2004 - Xuxa e o Tesouro da Cidade Perdida - Aurora Hipólito
- 2003 - L'uomo dei miei sogni
- 2003 - Sehnsucht
- 2002 - Xuxa e os Duendes 2 - No Caminho das Fadas
- 2002 - Viva Sapato!
- 2000 - Cronicamente Inviável - Ada
- 1999 - Orfeu - Conceição
- 1997 - O Testamento do Senhor Napumoceno - Eduarda
- 1996 - Tieta do Brasil - Carmosina
- 1990 - O Gato de Botas Extraterrestre
- 1989 - Dias Melhores Virão - Dalila
- 1988 - Mestizo - Cruz Guaregua
- 1988 - Prisoner of Rio - Rita
- 1988 - Natal da Portela - Maria Elisa
- 1987 - Sonhos de Menina Moça
- 1987 - Anjos da Noite - Malu
- 1987 - Jubiabá
- 1984 - Águia na Cabeça
- 1984 - Para Viver um Grande Amor
- 1984 - Quilombo - Dandara
- 1978 - Tudo Bem - Zezé
- 1978 - Se Segura, Malandro!
- 1977 - Cordão de Ouro
- 1977 - Ouro Sangrento
- 1977 - A Força do Xangô
- 1976 - Xica - Xica da Silva
- 1974 - Um Varão Entre as Mulheres
- 1974 - Banana Mecânica
- 1974 - A Rainha Diaba
- 1973 - Vai Trabalhar Vagabundo
- 1970 - Em Cada Coração um Punhal
- 1970 - Cleo e Daniel